# Deer Lake (Neufundland)
Deer Lake ist eine Kleinstadt (Town) im westlichen Teil Neufundlands. Sie liegt am Trans-Canada Highway nördlich von Corner Brook am Abzweig zum Gros-Morne-Nationalpark. Benannt ist die Stadt nach dem See, an dessen Ufer sie liegt und der seinen Namen von den ersten europäischen Siedlern bekam, die die dort in großer Zahl lebenden Rentiere als Deer bezeichneten, dem englischen Begriff für Hirsche. Der See Deer Lake wird vom Humber River durchquert, welcher von dort aus in den Humber Arm der Bay of Islands (Sankt-Lorenz-Golf) mündet.
Die ersten Siedler trafen 1864 von der Kap-Breton-Insel in der Region ein. 1922 entstand an der Stelle der heutigen Stadt ein Arbeiterlager zur Unterstützung der in Corner Brook angesiedelten Pulp & Paper Mill. 1925 gab es bereits eine Bahnstation, Kirchen und ein kleines Krankenhaus. 1951 erhielt Deer Lake den Stadt-Status. 1955 wurde mit dem Flughafen, der einen Einzugsbereich von ca. 55.000 Menschen hat, der größte Arbeitgeber der Stadt gebaut.

## Demographie
Der Zensus im Jahr 2016 ergab für die Gemeinde eine Bevölkerungszahl von 5.249 Einwohnern. Bei den beiden vorangegangenen Zensus 2006 und 2011 betrug die Einwohnerzahl noch 4.827 bzw. 4.995. Die Bevölkerung hat somit leicht zugenommen.

## Söhne und Töchter der Stadt
- Darren Langdon (* 1971), Eishockeyspieler